# بتلدا
بتلدا (به لاتین: Betelda) یک منطقهٔ مسکونی در روسیه است که در داغستان واقع شده‌است.